# Кустарный переулок (Сестрорецк)
Куста́рный переу́лок — переулок в городе Сестрорецке Курортного района Санкт-Петербурга. Проходит от Парковой улицы до Огородной улицы.
Название появилось в конце XIX века. Связано, вероятно, с тем, что жители переулка занимались кустарными промыслами.
Нумерация есть только на четной стороне.